# Френсіс Денсмор

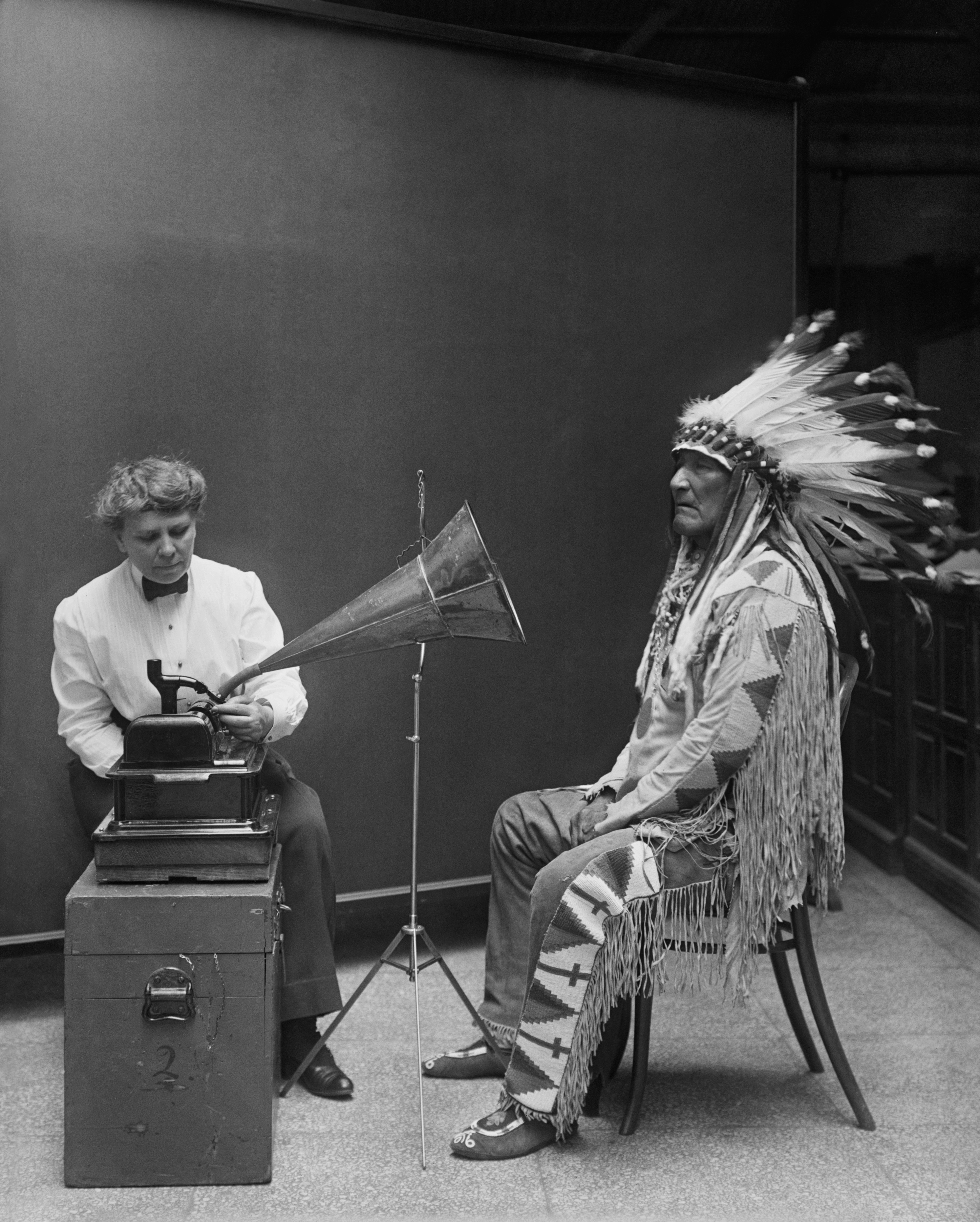
Денсмор із вождем Чорноногих, Маунтін Чіфом, під час сеансу запису на фонограф для Бюро американської етнології 1916 року.

Френсіс Тереза Денсмор (21 травня 1867 р – 5 червня 1957) — американський антрополог і етнограф, народився в Ред-Вінг, штат Міннесота. Денсмор досліджувала музику та культуру корінних американців, і в сучасних термінах її можна іменувати етномузикологом.

## Життя і творчість
У дитинстві Денсмор навлася слухати музику, слухаючи сусідніх індіанців Дакота. Три роки вивчала музику в Оберлінському коледжі. На початку двадцятого століття вона працювала вчителем музики з корінними американцями по всій країні, а також вивчала, записувала та транскрибувала їхню музику та документувала її використання в їхній культурі. Вона допомогла зберегти їхню культуру в той час, коли державна політика полягала в тому, щоб заохотити корінних американців прийняти західні звичаї.
Денсмор почала офіційно записувати музику для Бюро американської етнології (BAE) Смітсонівського інституту в 1907 році. За п’ятдесят з лишком років вивчення та збереження музики американських індіанців вона зібрала тисячі записів. Багато записів, які вона зробила від імені BAE, зараз зберігаються в Бібліотеці Конгресу . Хоча її оригінальні записи часто були на воскових циліндрах, багато з них були відтворені з використанням інших носіїв і включені в інші архіви. Доступ до записів мають дослідники, а також представники племен.
Деякі з племен, з якими вона працювала, включають Ojibwe, Mandan, Hidatsa, Sioux, northern Pawnee in present day Oklahoma, Tohono O'odham in present day Arizona, Indians of Washington and British Columbia, Ho-Chunk and Menominee of Wisconsin, Pueblo Indigenous peoples of the southwest, including Acoma, Isleta, Cochiti, and Zuni, Seminole in present day Florida, and Kuna in Panama.
Densmore frequently was published in the journal American Anthropologist, contributing consistently throughout her career. Her manuscript A Study of Some Michigan Indians (1949) was the first publication in the  University of Michigan Press American Anthropologist monograph series.
У 1926 році вона написала «Індіанців та їхню музику». Між 1910 і 1957 роками вона випустила чотирнадцять книжкових бюлетенів для Смітсонівського інституту, кожен із яких детально описував музичні традиції та репертуар різних індіанських народів. У 1972 році ці роботи були перевидані серією DaCapo Press. Реймонд Де Маллі охарактеризував її книгу про сіу тетон «Музика та культура» як «одну з найвизначніших етнографічних праць, коли-небудь опублікованих про сіу».
Вона також брала участь у «A Triloquy of Anthros» в American Indian Quarterly разом з Джеймсом Оуеном Дорсі та Юджином Бючелем.

## Нагороди
Оберлінський коледж присудив Денсмору почесний ступінь магістра в 1924 році. Коледж Макалестер наслідував її приклад у 1950 році, присудивши їй ступінь почесного доктора літератури. У 1954 році Історичне товариство Міннесоти відзначило її першою в історії «Почесною грамотою за видатні заслуги в галузі історії Міннесоти».
Національна асоціація американських композиторів і диригентів нагородила Денсмор за її внесок у музикознавство в 1940–1941 роках. Ці нагороди підкреслили значення її роботи у вивченні та збереженні музичних традицій корінних народів.

## Публікації
- Чіппева Музика (Вашингтон, округ Колумбія, 1910–13/R) [21]
- Музика Teton Sioux (Вашингтон, округ Колумбія, 1918/R, 2/1992)
- Northern Ute Music (Вашингтон, округ Колумбія, 1922/R)
- Музика Мандан і Хідатса (Вашингтон, округ Колумбія, 1923/R)
- Американські індіанці та їхня музика (Нью-Йорк, 1926/R, 2/1937)
- Papago Music (Вашингтон, округ Колумбія, 1929/R)
- Pawnee Music (Вашингтон, округ Колумбія, 1929/R)
- Музика Menominee (Вашингтон, округ Колумбія, 1932/R)
- Yuman and Yaqui Music (Вашингтон, округ Колумбія, 1932/R)
- Музика шайєн і арапахо (Лос-Анджелес, 1936)
- Музика Санто-Домінго Пуебло, Нью-Мексико (Лос-Анджелес, 1938)
- Nootka and Quileute Music (Вашингтон, округ Колумбія, 1939/R)
- Музика індіанців Британської Колумбії (Вашингтон, округ Колумбія, 1943/R)
- Музика чокто (Вашингтон, округ Колумбія, 1943/R)
- Музика семінолів (Вашингтон, округ Колумбія, 1956/R)
- Музика Acoma, Isleta, Cochiti та Zuni Pueblos (Вашингтон, округ Колумбія, 1957/R)

## Дискографія
Колекція циліндрів Смітсонівського інституту Денсмора (1910–1930)  Включає:
Пісні Чіппева
Пісні Сіу 
Пісні Юма, Кокопа та Які 
Пісні Pawnee і Northern Ute 
Пісні Papago 
Пісні Нутки і Квілеута
Пісні Меноміні, Мандан і Хідатса

## Зовнішні посилання
- Френсіс Денсмор в MNopedia, Міннесотська енциклопедія
- Бюро американської етнології, бюлетень 80: Музика мандан і хідатса, Френсіс Денсмор
- Бюро американської етнології, Бюлетень 161: музика семінолів, Френсіс Денсмор
- Пошук допоміжних матеріалів для колекцій у Смітсонівському архіві народної культури включає допоміжні засоби для пошуку колекції воскових циліндрів Денсмора.
- Сторінка Френсіс Денсмор з громадського радіо Міннесоти
- Історичне товариство Міннесоти Френсіс Денсмор
- «Дослідження індійської музики» Френсіс Денсмор у річному звіті Смітсонівського інституту за 1941 рік; містить хорошу інформацію про обладнання та методологію Densmore.
- Densmore, Frances з Grove Music Online
- Гофманн, Чарльз, і Денсмор, Френсіс. Френсіс Денсмор і музика американських індіанців. Музей американських індіанців, Фонд Гейє, 1968. doi: 10.5479/sil.451250.39088016102741